# Доходный дом Маркова (Каменноостровский проспект, 65)

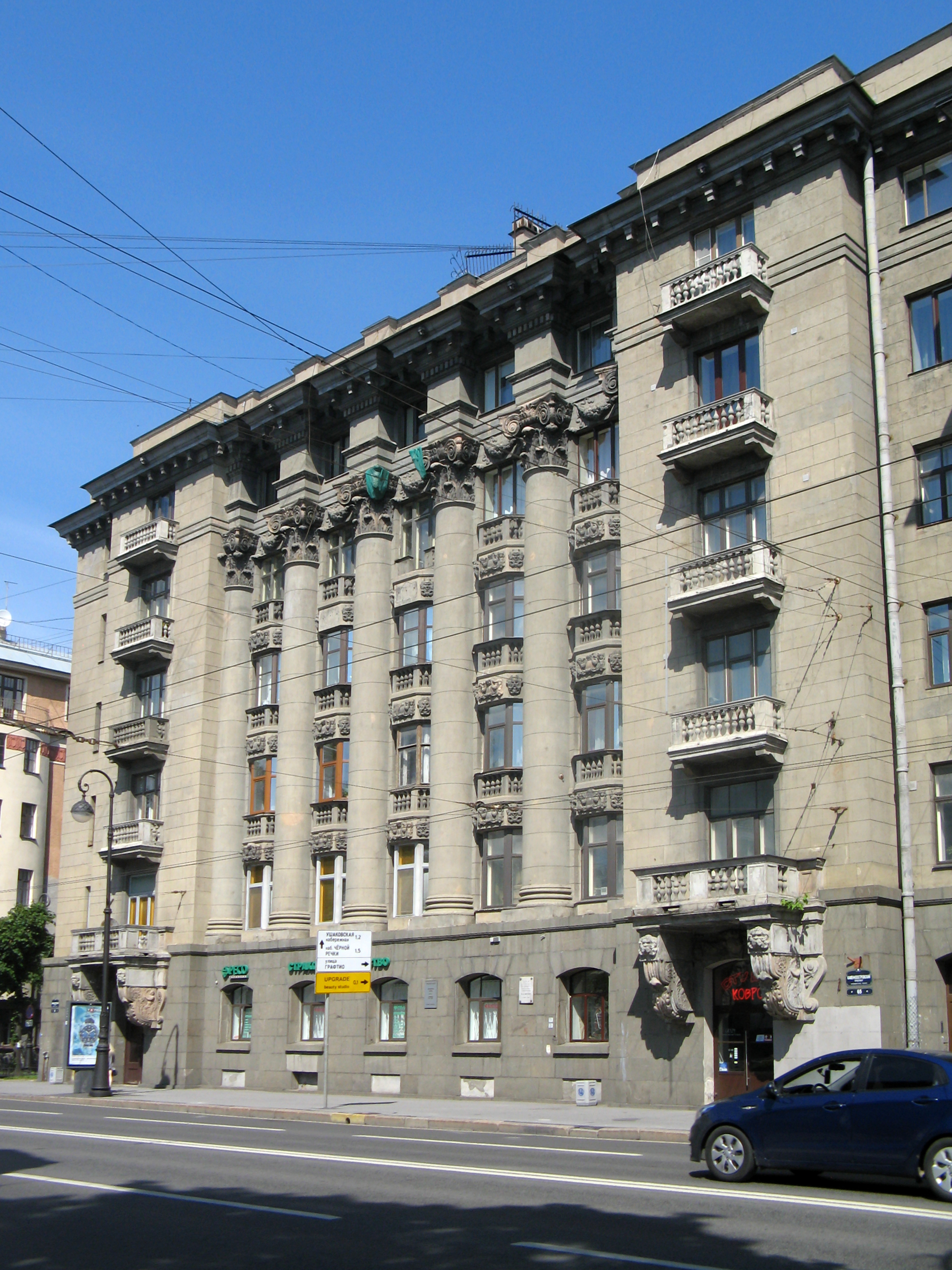
Лицевой фасад

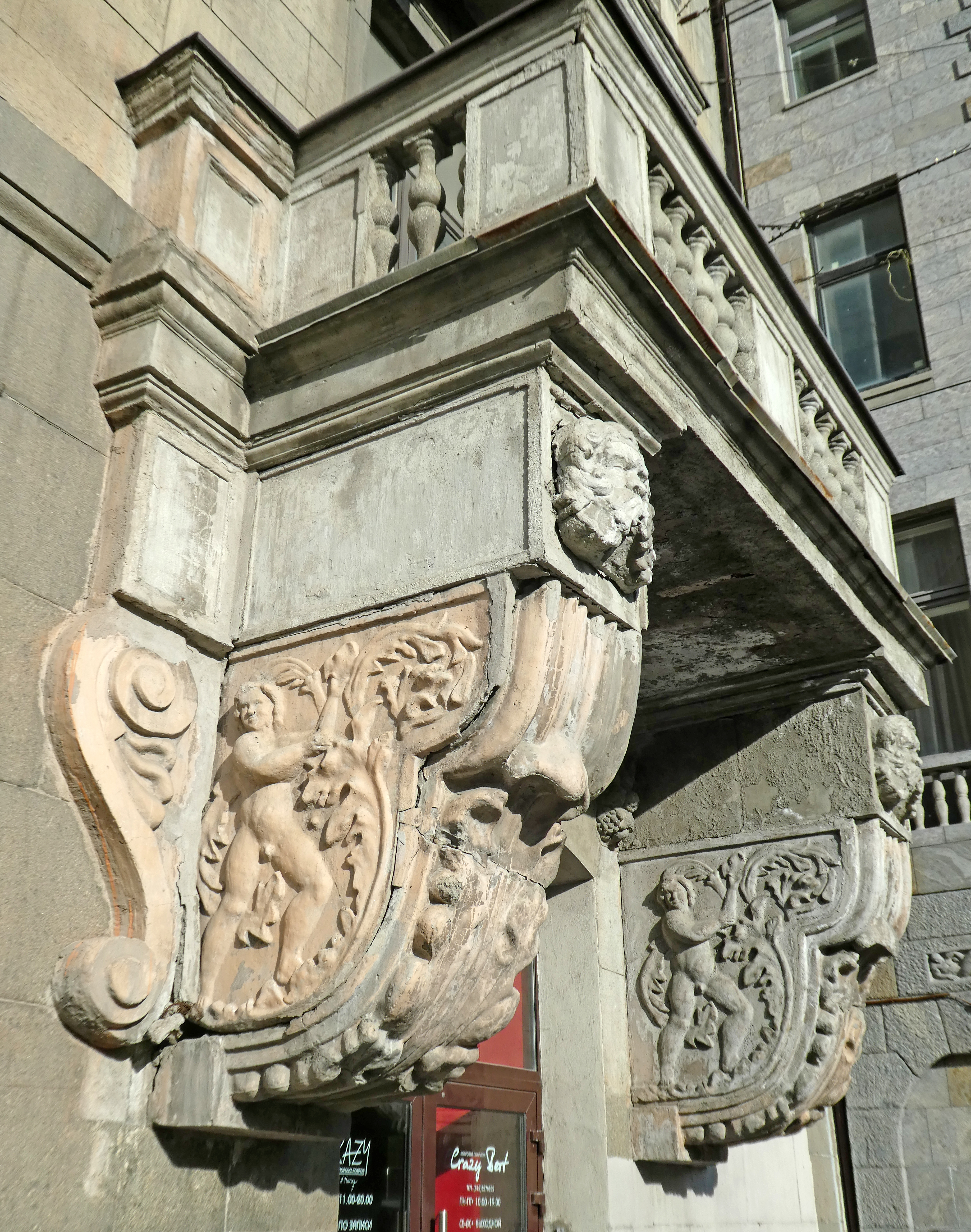
Скульптурные кронштейны балконов над входом

Доходный дом Маркова (дом Сомова) — памятник архитектуры. Расположен в Санкт-Петербурге, современный адрес дома — Каменноостровский проспект, 65, улица Графтио, 1.
Дом построен в 1910—1911 годах, в том же стиле, тем же архитектором (В. А. Щуко) и для того же владельца, что и дом 63.
На вид шестиэтажного дома повлияло творчество Андреа Палладио, в частности, использован приём «гигантского ордера». Колонны коринфского ордера высотой в четыре этажа, их капители связаны между собой гирляндами, над каждой из колонн раскрепован антаблемент. Между колоннами — многогранные (трёхгранные) эркеры со скульптурными украшениями, балконы над входами поддерживают сложные скульптурные кронштейны. Тот же приём также описывается как членение с использованием полуколонн сложного ордера, объединяющих все этажи, где первый этаж трактуется как пьедестал, а шестой — как карниз. Ризалиты слегка выступают по краям, на них расположено по ряду балконов. Фасад отделан штукатуркой с каменной крошкой.
Владелец участка, К. В. Марков, сам был военным инженером и участвовал в проектировании зданий. На каждом этаже со стороны улица расположено две большие квартиры, окна их парадных комнат выходят на проспект, а окна служебных помещений — во двор. Квартиры также расположены во дворовых флигелях, но там они более скромные. Членение на фасаде не связано с внутренним делением на квартиры и комнаты.
В изначальном проекте дом выглядел более в стиле модерна, чем финальный вариант — в частности, фасад завершался криволинейным фронтоном. В 1912 году Щуко за лицевые фасады дома получил серебряную медаль на Международной строительной выставке.
В 1912 году дом, как и дом 63, купил камер-юнкер М. М. Сомов, с 18 февраля 1916 года владельцем был Грудинкин Сергей Михайлович.
В 1913—1942 годах в доме жил В. К. Лукомский, в 1909—1924 годах сам В. А. Щуко.